# Darevskia bendimahiensis
Darevskia bendimahiensis este o specie de șopârle din genul Darevskia, familia Lacertidae, ordinul Squamata, descrisă de Josef Eiselt și Schmidtler 1994. A fost clasificată de IUCN ca specie în pericol. Conform Catalogue of Life specia Darevskia bendimahiensis nu are subspecii cunoscute.